# ジャンセン・ウィティ
- ジャンツェン・ウィッテ

ジャンセン・コネリー・ウィティ（英: Jantzen Connery Witte、1990年1月4日 - ）は、アメリカ合衆国テキサス州アーリントン出身のプロ野球選手（内野手、外野手）。右投右打。MLBのテキサス・レンジャーズ傘下所属。
NPBでの登録名はジャンセン・ウィティでありジャンセンと表記されることが多かった（詳細は後述）。

## 経歴

### プロ入りとレッドソックス傘下時代
2013年のMLBドラフト24巡目（全体713位）でボストン・レッドソックスから指名され、プロ入り。
2016年にAAA級ポータケット・レッドソックスに初昇格。
2017年はAAA級ポータケットで80試合に出場して、打率.242、3本塁打、24打点の成績を残した。
2018年はAAA級ポータケットで29試合、AA級ポートランド・シードッグスで75試合の計104試合に出場して、打率.270、12本塁打、63打点の成績を残した。
2019年はAAA級ポータケットで112試合、AA級ポートランドで6試合の計118試合に出場して、打率.271、9本塁打、51打点の成績を残した。オフはプエルトリコのウィンターリーグであるリーガ・デ・ベイスボル・プロフェシオナル・ロベルト・クレメンテ（LBPRC）でプレーした。
2020年は新型コロナウイルスの感染拡大の影響でマイナーリーグのシーズンが中止となり、公式戦の出場はなかった。オフの11月2日にFAとなった。

### マリナーズ傘下時代
2021年1月8日にシアトル・マリナーズとマイナー契約を結び、スプリングトレーニングに招待選手として参加することになった。開幕はAAA級タコマ・レイニアーズで迎え、104試合に出場して打率.299、19本塁打、70打点という成績を残したが、メジャーデビューすることはできなかった。オフの11月7日にFAとなった。

### 西武時代
2021年12月25日にNPBの埼玉西武ライオンズに入団することが発表された。背番号は33。1年契約で、推定年俸は4000万円。登録名は「ジャンセン・ウィティ」で一見すると通常の姓名登録に見えるがニックネーム登録扱いであり、スコアボード表記など略記にはファーストネームの「ジャンセン」が使用され、「J.ウィティ」や「ウィティ」という表記は使われていない。
2022年は開幕から一軍で起用されたが、4月15日のオリックス戦で守備の際に股関節を痛め途中交代。右股関節筋損傷と診断され翌日に登録抹消された。約2か月間のリハビリと調整を経て6月19日に一軍に復帰したが、その後も成績は上がらず、最終的に35試合出場、打率.192、2本塁打、13打点という成績に終わった。シーズン終了後のの11月5日に翌年の契約を結ばないことが発表され、12月2日に自由契約公示された。

### パドレス傘下時代
2023年1月25日にサンディエゴ・パドレスとマイナー契約を結んだ。傘下AAA級エルパソ・チワワズで106試合に出場して打率.253、17本塁打、80打点を記録したが、オフの11月6日にFAとなった。

### レンジャーズ傘下時代
2024年3月4日にアメリカン・アソシエーションのクリバーン・レイルローダーズと契約したが、リーグ開幕前の4月9日にテキサス・レンジャーズとマイナー契約を結んだ。

## 選手としての特徴
広角に打てる中距離ヒッターで、コンタクト能力に長けている。内野も外野も守れるオールラウンダー。

## 詳細情報

### 年度別打撃成績
| 年 度    | 球 団    | 試 合 | 打 席 | 打 数 | 得 点 | 安 打 | 二 塁 打 | 三 塁 打 | 本 塁 打 | 塁 打 | 打 点 | 盗 塁 | 盗 塁 死 | 犠 打 | 犠 飛 | 四 球 | 敬 遠 | 死 球 | 三 振 | 併 殺 打 | 打 率 | 出 塁 率 | 長 打 率 | O P S |
| -------- | -------- | ----- | ----- | ----- | ----- | ----- | -------- | -------- | -------- | ----- | ----- | ----- | -------- | ----- | ----- | ----- | ----- | ----- | ----- | -------- | ----- | -------- | -------- | ----- |
| 2022     | 西武     | 35    | 128   | 120   | 8     | 23    | 5        | 0        | 2        | 34    | 13    | 1     | 0        | 0     | 2     | 6     | 0     | 0     | 36    | 7        | .192  | .227     | .283     | .510  |
| NPB：1年 | NPB：1年 | 35    | 128   | 120   | 8     | 23    | 5        | 0        | 2        | 34    | 13    | 1     | 0        | 0     | 2     | 6     | 0     | 0     | 36    | 7        | .192  | .227     | .283     | .510  |

- 2022年度シーズン終了時

### 年度別守備成績
| 年 度 | 球 団 | 一塁  | 一塁  | 一塁  | 一塁  | 一塁  | 一塁     | 三塁  | 三塁  | 三塁  | 三塁  | 三塁  | 三塁     |
| 年 度 | 球 団 | 試 合 | 刺 殺 | 補 殺 | 失 策 | 併 殺 | 守 備 率 | 試 合 | 刺 殺 | 補 殺 | 失 策 | 併 殺 | 守 備 率 |
| ----- | ----- | ----- | ----- | ----- | ----- | ----- | -------- | ----- | ----- | ----- | ----- | ----- | -------- |
| 2022  | 西武  | 19    | 146   | 14    | 2     | 11    | .988     | 15    | 16    | 16    | 2     | 1     | .941     |
| 通算  | 通算  | 19    | 146   | 14    | 2     | 11    | .988     | 15    | 16    | 16    | 2     | 1     | .941     |

- 2022年度シーズン終了時

### 記録

#### NPB
- 初出場・初打席：2022年3月31日、対北海道日本ハムファイターズ3回戦（札幌ドーム）、9回表に愛斗の代打で出場、北山亘基から空振り三振[11]
- 初先発出場：2022年4月1日、対千葉ロッテマリーンズ1回戦（ZOZOマリンスタジアム）、7番・三塁手で先発出場
- 初打点：同上、8回表に石川歩から右犠飛[12]
- 初安打：2022年4月2日、対千葉ロッテマリーンズ2回戦（ZOZOマリンスタジアム）、4回表に二木康太から中前安打
- 初本塁打：2022年6月25日、対東北楽天ゴールデンイーグルス10回戦（楽天生命パーク宮城）、7回表に辛島航から左越2ラン

### 背番号
- 33（2022年）